# Данилович, Валентин Иванович
Валентин Иванович Данилович (15 февраля 1936, Колодищи, Минский район — 20 мая 1970, Крым) — советский испытатель парашютной и космической техники, мастер парашютного спорта СССР. Шестикратный рекордсмен мира по парашютному спорту. Первый человек в мире, который побывал в состоянии невесомости в самолёте-лаборатории.

## Биография

### Ранние годы
Родился в семье военнослужащего Ивана Иосифовича и домохозяйки Марии Даниловны Даниловичей. Дед работал председателем колхоза в Негорелом, был расстрелян как польский шпион.
В детстве переехал с семьей в деревню Дубовый Лог, где пошёл в школу. Потом жил в Осиповичах и Лапичах, но окончил школу уже на Сахалине.
В 1954 году поступил в Московский авиационный институт, во время обучения увлекся парашютным спортом. 11 февраля 1956 года установил свой первый мировой рекорд по прыжкам с парашютом на точность приземления. В 1957 году стал участником мирового парашютного группового рекорда. Во время учёбы в институте начал заниматься фотографией, участвовал в фотовыставках, стал одним из пионеров воздушной съемки с закрепленным на защитном шлеме фотоаппаратом. 

### Работа в авиационной промышленности
По окончании в 1961 году МАИ по специальности «инженер-электромеханик» работал инженером-конструктором в Научно-исследовательском институте парашютного строительства. В 1962 году участвовал в установлении двух мировых парашютных групповых рекордов. В августе 1963 — апреле 1965 годов работал старшим инженером и парашютистом-испытателем Летно-исследовательского института. Выполнил четыре катапультирования и около пятидесяти испытательных прыжков с парашютом. Провел испытания нескольких типов парашютов и катапультного стула К-5.
В июне 1964 года написал заявление командующему Военно-воздушными силами СССР, главному маршалу авиации Константину Вершинину с просьбой включить его в экспедицию для полёта космос в качестве инженера и кинооператора. В рамках подготовки к первому выходу человека в открытый космос Сергей Королёв поставил задачу испытать специальный скафандр и шлюзовую камеру, которые в кратчайшие сроки были сконструированы и изготовлены под руководством Гая Северина.
Валентин Данилович испытывал и отрабатывал систему шлюзования и выхода в открытый космос. Для создания невесомости использовался самолёт Ту-104, внутри которого находился макет космического корабля «Восток-2» с шлюзовой камерой. Лётчик разгонял самолёт до максимальной скорости, брал штурвал «на себя» и сразу же «от себя»: Ту-104 делал «длинную горку» — летел по «параболе Кеплера». На вершине параболы на 30 секунд создавалась невесомость и испытатель повисал в воздухе, после чего самолёт снова принимал горизонтальный полет, и испытатель падал на пол. 

### Испытательная работа в ВВС СССР
В 1965 году перешел на службу в Государственный лётно-испытательный центр Министерства обороны имени В. П. Чкалова, где продолжал испытывать парашюты и катапультные кресла. В течение жизни совершил около 1000 парашютных прыжков, 6 попыток катапультирования, участвовал в установлении 3 мировых парашютных рекордов.

### Смерть
20 мая 1970 года Валентин Данилович испытывал новое катапультное кресло К-36 на полигоне под Феодосией. Из-за навигационной ошибки он после катапультирования приземлился не на суше, а в заливе, запутался в стропах и захлебнулся. Врачи засвидетельствовали смерть от утопления. По другой версии, во время катапультирования летчик получил перелом позвоночника, что мешало ему действовать в воде. Похоронен на Введенском кладбище (уч. 5).

## Награды и звания
- Награждён орденом Красной Звезды, медалями
- Мастер парашютного спорта СССР (1956)[5]
- Старший лейтенант-инженер авиации

## Память
В 1994 году в музее школы № 2 города Осиповичи открылась комната, посвященная Валентину Даниловичу.
В 2001 году командующий Воздушно-десантными войсками России генерал-полковник Георгий Шпак обратился к Президенту Беларуси Александру Лукашенко с просьбой посмертно присвоить Валентину Даниловичу звание Героя Беларуси «За большой вклад в создание и испытание новых образцов парашютно-десантной техники, проявленные при этом высокое профессиональное мастерство, мужество и героизм».